# Madagaskarmunia
Madagaskarmunia (Lepidopygia nana) är en fågel i familjen astrilder inom ordningen tättingar.

## Utbredning och systematik
Fågeln förekommer enbart på Madagaskar. Den inkluderades tidigare i släktet Lonchura, men lyfts numera vanligen ut i det egna släktet Lepidopygia.

## Status
Arten har ett stort utbredningsområde och beståndet anses stabilt. Internationella naturvårdsunionen IUCN listar den därför som livskraftig (LC).